# Brosimum parinarioides
Brosimum parinarioides är en mullbärsväxtart. Brosimum parinarioides ingår i släktet Brosimum och familjen mullbärsväxter.

## Underarter
Arten delas in i följande underarter:
- B. p. amplicoma
- B. p. parinarioides